# Křešický mlýn
Křešický mlýn je bývalý vodní mlýn z poloviny 19. století na soutoku Křešického potoka, Čachtického potoka a Dalovského potoka v katastru Zdebuzevsi, části Divišova. Historický areál mlýna byl znehodnocen[zdroj?] a přestavěn na rekreační objekt Ministerstva sociálních věcí v polovině 70. let. K mlýnu byly následně přistavěny ještě dva další rekreační objekty. Mlýn není přístupný pro veřejnost a slouží jako výukové středisko České správy sociálního zabezpečení.